# 黑暗幻想曲
黑暗幻想曲是美国说唱歌手坎耶·韦斯特的一首歌曲，收录于他的第五张录音室专辑《我的奇特幻想》中。